# Gianni Zuiverloon
Gianni Zuiverloon (Rotterdam, 30 dicembre 1986) è un ex calciatore olandese, di ruolo difensore.